# آلبرتو پالئاری
آلبرتو پالئاری (انگلیسی: Alberto Paleari؛ زادهٔ ۲۹ اوت ۱۹۹۲) بازیکن فوتبال اهل ایتالیا است.
وی همچنین در تیم ملی فوتبال زیر ۲۰ سال ایتالیا بازی کرده‌است.
وی در مسابقات کشوری و بین‌المللی در مجموع برندهٔ ۱ مدال طلا شده‌است.